# Тайха (Ричен)

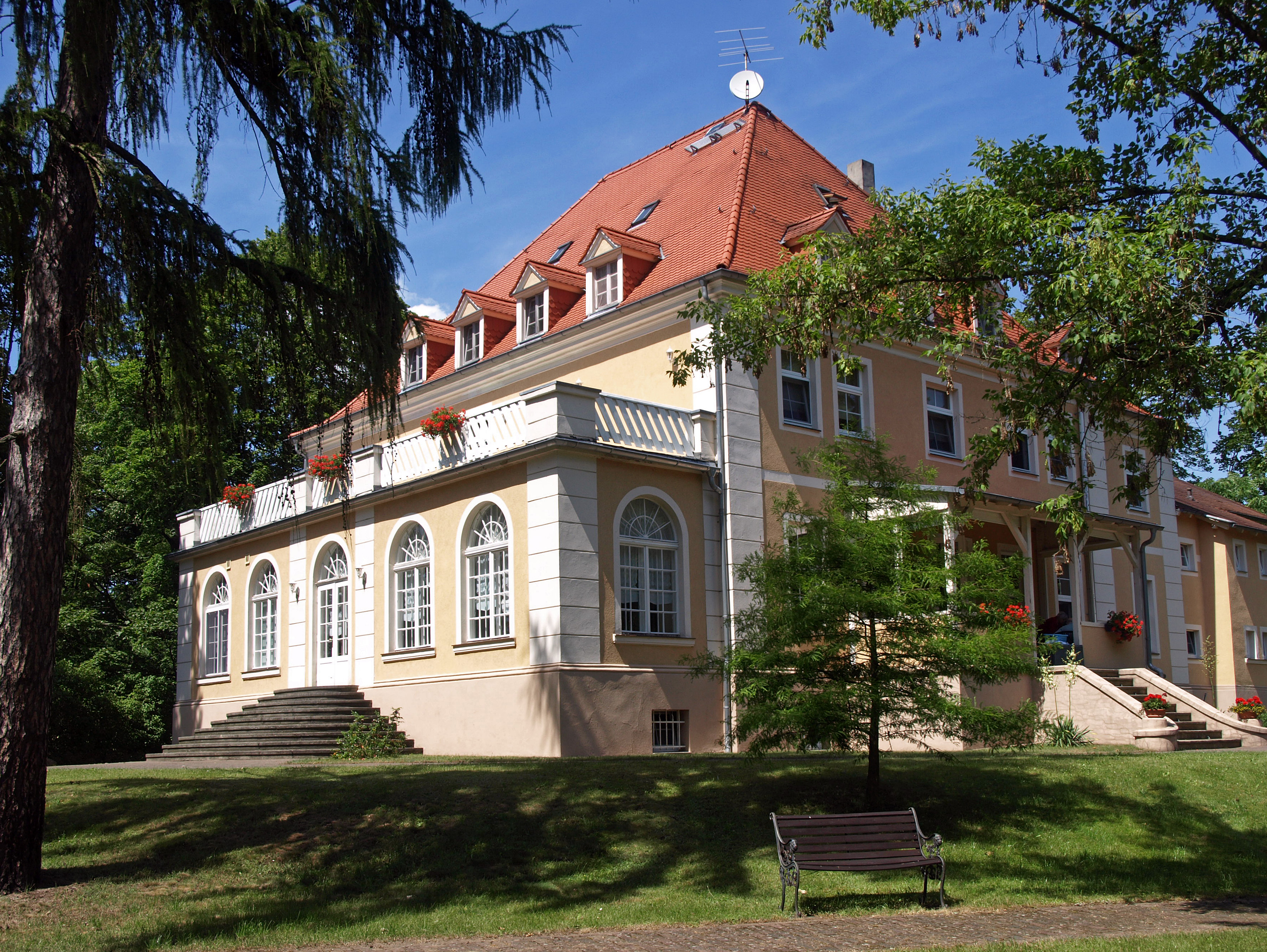
Бывшая усадьба

Тайха или Гатк (нем. Teicha; в.-луж. Hatk) — деревня в Верхней Лужице, Германия. Входит в состав коммуны Ричен района Гёрлиц в земле Саксония. Подчиняется административному округу Дрезден.

## География
На юге от деревни находится обширный лесной массив, на юго-западе проходит железнодорожная линия.
Соседние населённые пункты: на севере — деревня Дубц, востоке — деревня Хвалецы коммуны Хенихен и на северо-западе — административный центр коммуны Ричен и деревня Новы-Гамор.

## История
Впервые упоминается в 1402 году под наименованием Angnyt vom Tyche. До 1992 года была центром одноимённой коммуны. После упразднения этой коммуны в 1992 году вошла в состав современной коммуны Ричен.
В настоящее время деревня входит в состав культурно-территориальной автономии «Лужицкая поселенческая область», на территории которой действуют законодательные акты земель Саксонии и Бранденбурга, содействующие сохранению лужицких языков и культуры лужичан.
Исторические немецкие наименования
- Angnyt vom Tyche, 1402
- Teiche dem Dawpiz, 1419
- Teiche, 1455
- Teich, 1532
- Teicha, 1791
- Teichrode, (1936—1947)

## Население
Официальным языком в населённом пункте, помимо немецкого, является также верхнелужицкий язык.
| 1825 | 1871 | 1885 | 1905 | 1925 | 1939 | 1946 | 1950 | 1964 | 1990 | 2009 |
| ---- | ---- | ---- | ---- | ---- | ---- | ---- | ---- | ---- | ---- | ---- |
| 190  | 246  | 228  | 263  | 344  | 329  | 283  | 312  | 276  | 219  | 208  |